# Gombe (stadsdel)
Gombe är en stadsdel (franska: commune) i Kinshasa. Antalet invånare är 32 373. Arean är 29,3 kvadratkilometer. Gombe ligger vid Malebodammen.